# ایوانی تکیه گنبد سبز
بنای ایوانی تکیه گنبد سبز مربوط به دوره سلجوقیان است.
این اثر در کرمان، خیابان شریعتی واقع شده و این اثر در تاریخ ۲۰ خرداد ۱۳۲۱ با شمارهٔ ثبت ۳۵۳ به‌عنوان یکی از آثار ملی ایران به ثبت رسیده است.